# Parque Urbano Cumandá
El Parque Urbano Cumandá es un parque urbano y edificio cultural localizado en el centro de la ciudad de Quito en Ecuador, ubicado debajo de la calle La Ronda en la intersección de la avenida 24 de Mayo con la calle Piedra, en los sectores de la Loma Grande y San Sebastián. 
En dicho parque, el cual cuenta con alrededor de 35000 metros cuadros, se pueden realizar diversas actividades recreacionles como bailoterapia, natación entre otras actividades culturales, deportivas y comunitarias. Está adscrito a la Secretaría de Cultura del Municipio de Quito. 
Recibe su nombre de Cumandá, personaje de la novela del mismo nombre del escritor Juan León Mera. El sector recibió este nombre en los inicios del terminal terrestre.

## Historia
El sector del actual parque Cumandá fue en un inicio ocupado por la quebrada de Jerusalén o de los gallinazos, que nacía en San Roque y bajaba hasta lo que hoy es el río Machángara. En tiempos coloniales fue el primer límite sur de la ciudad de Quito. Durante el siglo XX esta quebrada es rellenada, construyendo el bulevar de la 24 de Mayo en la parte más alta. mientras que en la parte más baja la quebrada se mantuvo hasta los años 60, cuando finalmente se rellenó completamente.

### Terminal terrestre Cumandá
En el relleno de la parte baja, empezó a funcionar el terminal interprovincial, en un inicio solamente sobre el relleno de tierra. Debido a esto, en 1977 con la ayuda de una constructora israelí, se inició la construcción de un nuevo terminal terrestre la cual concluye en 1986. Durante este tiempo la estación interprovincial se movió al sector de El Recreo en el sur, pero tras finalizar la construcción del terminal los buses regresaron a Cumandá.
El terminal terrestre Cumandá se convirtió en la terminal terrestre de Quito y por ende en una de las más importantes del país, teniendo salidas hacia las principales ciudades del Ecuador continental, convirtiéndose así en un lugar concurrido. Sin embargo, debido al crecimiento de la ciudad y el parque automotor, desde los años 2000 la terminal empezaría a presentar múltiples problemas de inseguridad e insalubridad, por lo que en 2005 el Municipio remodela el terminal terrestre, a la par que anunció planes para reemplazar la terminal terrestre por una más grande en el sur de la ciudad, y rehabilitar el sector del antiguo, pero la remodelación no fue suficiente para arreglar los problemas que presentaba el antiguo terminal.

### Construcción del parque urbano
El terminal terrestre Cumandá funcionó hasta el 15 de julio de 2009, en ese momento los terminales terrestres de Quito pasaron a ser Quitumbe en el sur y Carcelén en el norte. La salida del terminal terrestre provocó descongestión en los túneles y El Trébol, por donde salían los buses interprovinciales, y provocó el abandono del sector. El plan municipal en un inicio planteaba convertir el antiguo terminal terrestre en un parqueadero, pero tras el cambio de administración municipal con la llegada de Augusto Barrera a la alcaldía, se cambió el proyecto por el de crear un nuevo parque recreativo para el centro histórico. La construcción empezó en agosto de 2010 demoliendo parte del antiguo edificio, para así empezar a construir lo que sería el parque urbano, que inicialmente recibió el nombre Qmandá.
El parque urbano Qmandá se inaugura a inicios del año 2014, recibiendo multitud de visistantes en su primer día. Originalmente adscrito a la también municipal Fundación Museos de la Ciudad y teniendo un fin mayormente deportivo, tras un nuevo cambio de alcaldía en 2015 pasa a ser administrado directamente por la Secretaría de Cultura, por lo que pasó a tener también fines culturales, y el nombre del espacio volvió a ser Cumandá. 

### El parque en la actualidad
Actualmente Cumandá está pensando como un lugar para la realización de diferentes actividades recreativas, y expresión de culturas tradicionales y urbanas por personas de todas las edades, reflejándose esto en varias murales de arte que rodean al parque. 
El parque urbano se divide en tres secciones principales; un edificio multiusos que fue el interior del antiguo terminal terrestre y que actualmente cuenta con un pequeño museo de la historia del lugar, galería de arte, piscina, gimnasio, área de lectura y que puede servir para eventos y conferencias, una cancha cubierta que puede usarse para partidos de fútbol u otras  actividades físicas, y un área verde adyadecente que busca rescatar los inicios del lugar como una quebrada. 
El Parque Urbano Cumandá ha albergado algunos eventos musicales tales como el Festival Cumanrock, así como festivales de cine, danza, ferias y también reuniones de autoridades municipales. 

## Antigua parada del Ecovía
Parque Cumandá fue entre el 2014 y el 2018 el punto de partida tanto de la Ecovía como del Corredor Central Norte, ubicado en la parte oriental del parque del mismo nombre. 
La parada, que sería el punto de partida para los corredores hasta las estaciones Río Coca y La Ofelia, empezó a operar como parte de la inauguración del Parque Urbano Cumandá en el 2014, sin embargo la parada tuvo poco uso y se abandonó, por lo que en el año 2018 fue eliminada y posteriormente demolida.